# AccorHotels
AccorHotels (Euronext: AC

, LSE: 0H59
) (tidligere kendt som Accor S.A.) er en fransk hotelkoncern.  AccorHotels driver hoteller i 94 lande. I 2014 havde koncernen en omsætning på 5,45 mia. euro (ca. 41 mia. kroner) og 180.000 ansatte.
Fra hovedkarteret i Paris ejes, drives og franchises 3.700 hoteller på fem kontinenter. Det sker gennem hotelkæder fra lavpris- til luksushoteller.

## Historie
I 1967 grundlagde Paul Dubrule og Gérard Pélisson SIEH (Société d'investissement et d'exploitation hôteliers) hotelkoncernen og åbnede det første Novotel-hotel ved Lille i det nordlige Frankrig.
I 1974 blev ibis lanceret med åbningen af ibis Bordeaux. 1975 overtog det Courtepaille og Mercure. I 1980 kom Sofitel hotel med 43 hoteller til.

## Hovedkontor
Virksomhedens hovedkontor med direktionsledelsen ligger i Immeuble Odyssey i 13. arrondissement i Paris. Den syvetagers bygning er designet af den britiske arkitekt Norman Foster og den har glasplader på facaden. Géraldine Doutriaux fra Le Parisien kaldte den "[u]n bel immeuble lumineux" ("en smuk lys bygning").

## Hotelkæder

### Lavbudgethoteller
hotelF1 en kæde med 238 budgethoteller i Frankrig.
ibis budget (blue logo) tilbyder 541 hoteller i 17 lande.
ibis Styles (green logo) tilbyder 293 hoteller i 25 lande. 
ibis (red logo) er AccorHotels største hotelkæde med 1.047 hoteller i 61 lande.

### Midscale hoteller
Mercure er den største af AccorHotels midtskala hotelkæder med 732 hoteller i 55 lande.
Novotel tilbyder 414 full-service hoteller og resorter i 61 lande.
Suite Novotel tilbyder 31 all-suite hoteller i 10 lande.
Adagio tilbyder 96 'ready-to-live' apartment-style overnatningsmuligheder i 11 lande.

### Upscale hoteller
Grand Mercure er en full-service hotelkæde med 15 hoteller i 8 lande.
Grand Mercure Apartments luksuslejligheder til længere tids rejsende. 15 lejlighedskomplekser i 4 lande.
Mei Jue er en kinesisk udgave af Grand Mercure brandet.
Maha Cipta er en indonesisk udgave af Grand Mercure. 2 hoteller i Indonesien.
The Sebel tilbyder premium lejligheder. Der er 21 ejendomme i Australien og New Zealand.
Mama Shelter er en design-orienteret livsstilskæde af boutique hoteller.
Pullman tilbyder 99 upscale hoteller og resorter i 28 lande.
MGallery 77 high-end boutique hoteller i 23 lande.

### Luksushoteller
Sofitel luksushotelkæde med 121 hoteller i 41 lande.
Sofitel So er designerhoteller i Bangkok, Thailand, Bel Ombre (Mauritius) og Singapore.
Sofitel Legend en hotelkæde i fem lande.
Thalassa sea and spa: Prestige seaside destinationer: 15 destinationer, 14 thalassoterapi steder, 19 hoteller, 4 lande.